# Boom Boom (Loboda e Pharaoh)
Boom Boom è una canzone della cantante ucraina Loboda e del rapper russo Pharaoh, pubblicato il 31 luglio 2020 su etichetta discografica Sony Music.

## Video musicale
Il video musicale, uscito in concomitanza con il singolo, è stato diretto da Roma Kim e Miša Semičev. La presentatrice televisiva Ksenija Sobčak, la cantante Lolita Miljavskaja, l'attrice Ekaterina Varnava, la stilista Bicholla Tetradze, la modella Marija Minogarova, i blogger Čuma Večerinka, Ida Galič, Karina Kross, Verona, Dina Saeva, Julia Koval', Lorina Rey e altri hanno recitato nel video. Il videoclip ha ricevuto reazioni contrastanti da parte del pubblico.
Il 7 settembre 2020 è stata presentata la seconda versione del video musicale. È stato diretto da Konstantin Gordienko.

## Tracce
Testi e musiche di Anatolij Alekseev, Vadim Černyšёv (Bryte) e Gleb Golubin (Pharaoh).
Download digitale
1. Boom Boom – 3:44

Download digitale – Boom Boom (Remixes)
1. Boom Boom (Zeuskiss Remix) – 2:43
2. Boom Boom (Tomash Lukach Remix) – 3:17
3. Boom Boom (Daniel Hollins Remix) – 3:16

## Classifiche
| Classifica (2020) | Posizione massima |
| ----------------- | ----------------- |
| Ucraina           | 28                |